# Vexillum articulatum
Vexillum articulatum is een slakkensoort uit de familie van de Costellariidae. De wetenschappelijke naam van de soort is voor het eerst geldig gepubliceerd in 1845 door Reeve. Exemplaren zijn gerapporteerd in de Caraïbische Zee, in de Golf van Mexico en bij Cuba.